# سويفنهي
سويفنهي (بالصينية: 绥芬河市) هي مدينة على مستوى مقاطعة، ومدينة على مستوى محافظة فرعية، في الصين، تقع في مودانجيانغ، بلغ عدد سكانها 60,000 نسمة وذلك حسب إحصائيات سنة 2004، تبلغ مساحتها 460 كيلومتر مربع، رمزها البريدي هو 157300.

## المناخ
يظهر الجدول التالي التغييرات المناخية على مدار السنة لسويفنهي:
| البيانات المناخية لـسويفنهي                 | البيانات المناخية لـسويفنهي | البيانات المناخية لـسويفنهي | البيانات المناخية لـسويفنهي | البيانات المناخية لـسويفنهي | البيانات المناخية لـسويفنهي | البيانات المناخية لـسويفنهي | البيانات المناخية لـسويفنهي | البيانات المناخية لـسويفنهي | البيانات المناخية لـسويفنهي | البيانات المناخية لـسويفنهي | البيانات المناخية لـسويفنهي | البيانات المناخية لـسويفنهي | البيانات المناخية لـسويفنهي |
| الشهر                                       | يناير                       | فبراير                      | مارس                        | أبريل                       | مايو                        | يونيو                       | يوليو                       | أغسطس                       | سبتمبر                      | أكتوبر                      | نوفمبر                      | ديسمبر                      | المعدل السنوي               |
| ------------------------------------------- | --------------------------- | --------------------------- | --------------------------- | --------------------------- | --------------------------- | --------------------------- | --------------------------- | --------------------------- | --------------------------- | --------------------------- | --------------------------- | --------------------------- | --------------------------- |
| متوسط درجة الحرارة الكبرى °م (°ف)           | −10.7 (12.7)                | −6.8 (19.8)                 | 1.1 (34.0)                  | 11.2 (52.2)                 | 18.2 (64.8)                 | 21.9 (71.4)                 | 25.0 (77.0)                 | 24.3 (75.7)                 | 18.9 (66.0)                 | 11.3 (52.3)                 | 0.2 (32.4)                  | −8 (18)                     | 8.9 (48.0)                  |
| متوسط درجة الحرارة الصغرى °م (°ف)           | −21.5 (−6.7)                | −18.3 (−0.9)                | −10.7 (12.7)                | −1.5 (29.3)                 | 4.4 (39.9)                  | 10.0 (50.0)                 | 14.6 (58.3)                 | 14.0 (57.2)                 | 6.3 (43.3)                  | −1.6 (29.1)                 | −10.6 (12.9)                | −18.2 (−0.8)                | −2.8 (27.0)                 |
| الهطول مم (إنش)                             | 5.9 (0.23)                  | 7.8 (0.31)                  | 11.9 (0.47)                 | 26.6 (1.05)                 | 53.9 (2.12)                 | 96.3 (3.79)                 | 113.3 (4.46)                | 105.5 (4.15)                | 67.7 (2.67)                 | 39.9 (1.57)                 | 15.2 (0.60)                 | 9.8 (0.39)                  | 553.8 (21.81)               |
| متوسط أيام هطول الأمطار (≥ 0.1 mm)          | 6.1                         | 6.8                         | 8.2                         | 9.6                         | 13.0                        | 15.6                        | 15.2                        | 14.1                        | 10.7                        | 8.7                         | 7.9                         | 7.9                         | 123.8                       |
| متوسط الرطوبة النسبية (%)                   | 66                          | 63                          | 57                          | 53                          | 59                          | 77                          | 82                          | 82                          | 75                          | 62                          | 62                          | 66                          | 67.0                        |
| ساعات سطوع الشمس الشهرية                    | 182.1                       | 188.5                       | 229.9                       | 216.4                       | 236.5                       | 211.2                       | 206.3                       | 203.4                       | 206.9                       | 206.1                       | 169.2                       | 156.7                       | 2٬413٫2                     |
| نسبة وصول أشعة الشمس                        | 64                          | 64                          | 63                          | 54                          | 52                          | 46                          | 44                          | 47                          | 55                          | 61                          | 59                          | 57                          | 54                          |
| المصدر: China Meteorological Administration |                             |                             |                             |                             |                             |                             |                             |                             |                             |                             |                             |                             |                             |